# Templul Vinayaka, Kanipakam
Templul Vinayaka sau Sri Varasidhi Vinayaka Swamy este un templu hindus din satul Kanipakam, Andhra Pradesh, India. Templul îi este dedicat zeului-elefant Ganesha și este un monument istoric important.

## Istorie și legende
Templul a fost construit în secolul al XI-lea de către regele Kulothunga Chola I (1070-1122) din dinastia Chola. A fost renovat și extins în primul an al Imperiului Vijayanagara (1336-1646). 
Mai multe legende sunt legate de istoria templului. Conform unei legende, în satul Kanipakam au existat 3 frați, fiecare dintre ei având câte un handicap: unul era mut, altul surd, iar al treilea era orb. Ei își câștigau traiul prin cultivarea unei mici parcele de pământ. Într-o zi, fânâna de unde obișnuiau să ia apă a secat. Unul dintre ei a coborât în fântână și a început să sape după apă, fiind uimit de faptul că la un moment dat a nimerit cu lopata într-un obiect din piatră ce a început apoi să sângereze. După ce a ieșit din fântână, toți cei 3 frați se uitau cum fântâna se umplea de sânge și văzând această minune s-au vindecat. Auzind despre această minune, sătenii s-au îmbulzit să vadă ce se petrece acolo și au observat că sângele s-a preschimbat în apă, iar din adâncul apei a ieșit la suprafață o statuie a zeului Ganesha. Idolul a fost luat și venerat cum se cuvine, fiindu-i date drept ofrandă nuci de cocos și alte fructe și legume. În prezent, idolul, numit Swayambhu, se află în interiorul templului ca un important obiect de adorație pentru sătenii și pelerinii veniți în vizită, ce consideră că are puteri magice vindecătoare.